# Condizione della donna in Tunisia

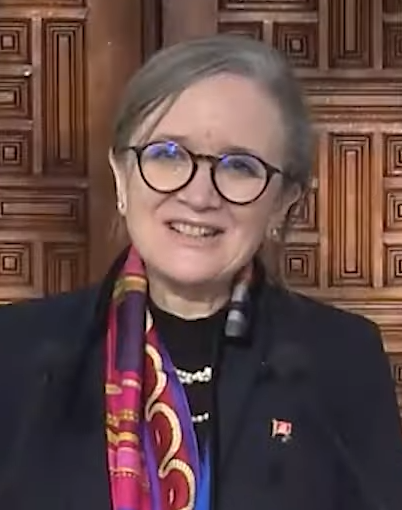
La professoressa Najla Bouden Ramadan, primo ministro della Tunisia (2021-2023), prima donna a ricoprire la carica di primo ministro in Tunisia e in tutto il mondo arabo.

Dalla rivoluzione dei Gelsomini, terminata il 14 gennaio 2011, ed immediatamente seguita dalla primavera araba con proteste in tutto il Medio Oriente e in Nordafrica, varie fonti occidentali hanno pubblicato articoli e notizie discutendo il ruolo senza precedenti che le donne tunisine avevano avuto durante le manifestazioni.
Molti hanno anche evidenziato il fattore di rilievo avuto da alcune libertà secolari istituite già nel 1956 dall'allora Presidente Habib Bourguiba, come la facilità di accesso all'istruzione femminile superiore, il diritto di richiedere il divorzio e alcune pari opportunità per quanto concerne l'ambito lavorativo.
Mentre il ruolo di genere, la condizione femminile e i diritti delle donne in Tunisia hanno goduto della concessione di alcune libertà che spesso continuavano a essere del tutto negate nei Paesi vicini, le norme sociali più radicate nella tradizione hanno cominciato a modificarsi e a essere rimosse solamente proprio a partire dal 2011.
Infatti, fino al 2011, seppure certi aspetti della società fossero già relativamente liberali, il regime ancora una volta si era classificato e autoidentificato come Stato islamico.
Per tal motivo le donne tunisine continuavano, e tuttora continuano, a vivere all'interno di un sistema sociale oscillante il quale a volte non manca d'incoraggiare la più stretta e rigorosa osservanza della Shari'a.
Le leggi sull'eredità sono basate direttamente sul "diritto musulmano di successione", con la religione che non menziona mai il Codice dello statuto della persona; le legislazioni accordano comunque alle donne la metà della quota di proprietà concessa all'uomo.

In ogni caso sin dagli anni '50, dopo l'indipendenza dalla Francia, le donne tunisine hanno ottenuto tantissimi diritti che i restanti Paesi del Nordafrica ottennero solo dopo diversi anni (ma anche ben prima rispetto a diversi paesi europei come la Francia, l'Italia, la Spagna, il Regno Unito, Irlanda e Portogallo; e in contemporanea con la Norvegia e diversi paesi scandinavi). 

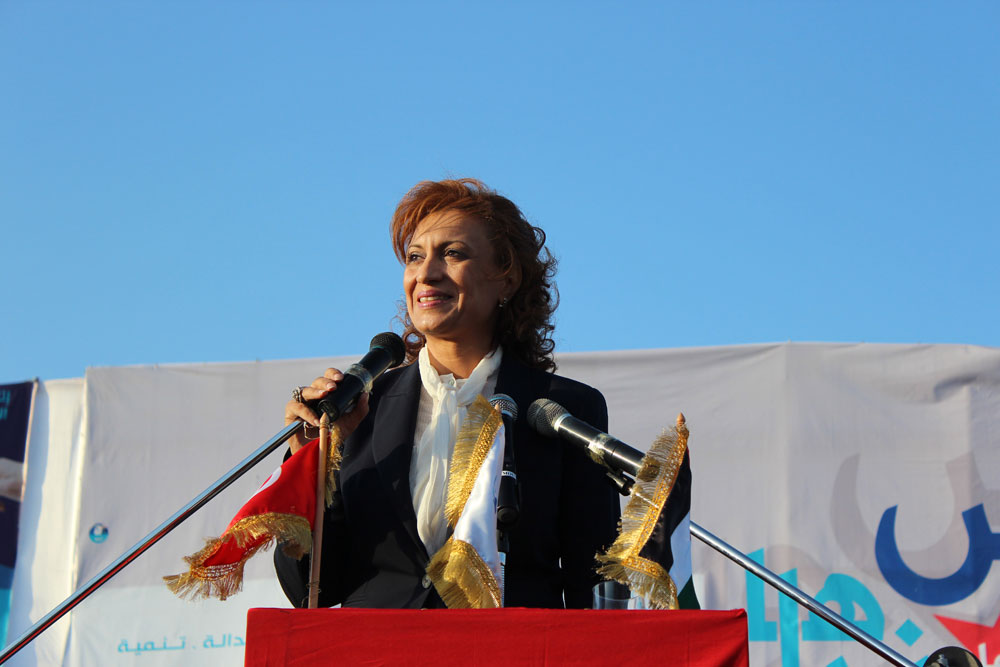
Souad Abderrahim, prima donna sindaco di Tunisi

## Demografia
A partire dal 2008 il "Population Reference Bureau" (PRB) ha riferito che la popolazione tunisina femminile di età compresa tra i 15 e i 49 anni ammonta a 3 milioni; entro il 2015 vi saranno 3,1 milioni di donne nella stessa fascia d'età. L'aspettativa di vita femminile è di 76 anni (per gli uomini è di 72).

## Storia

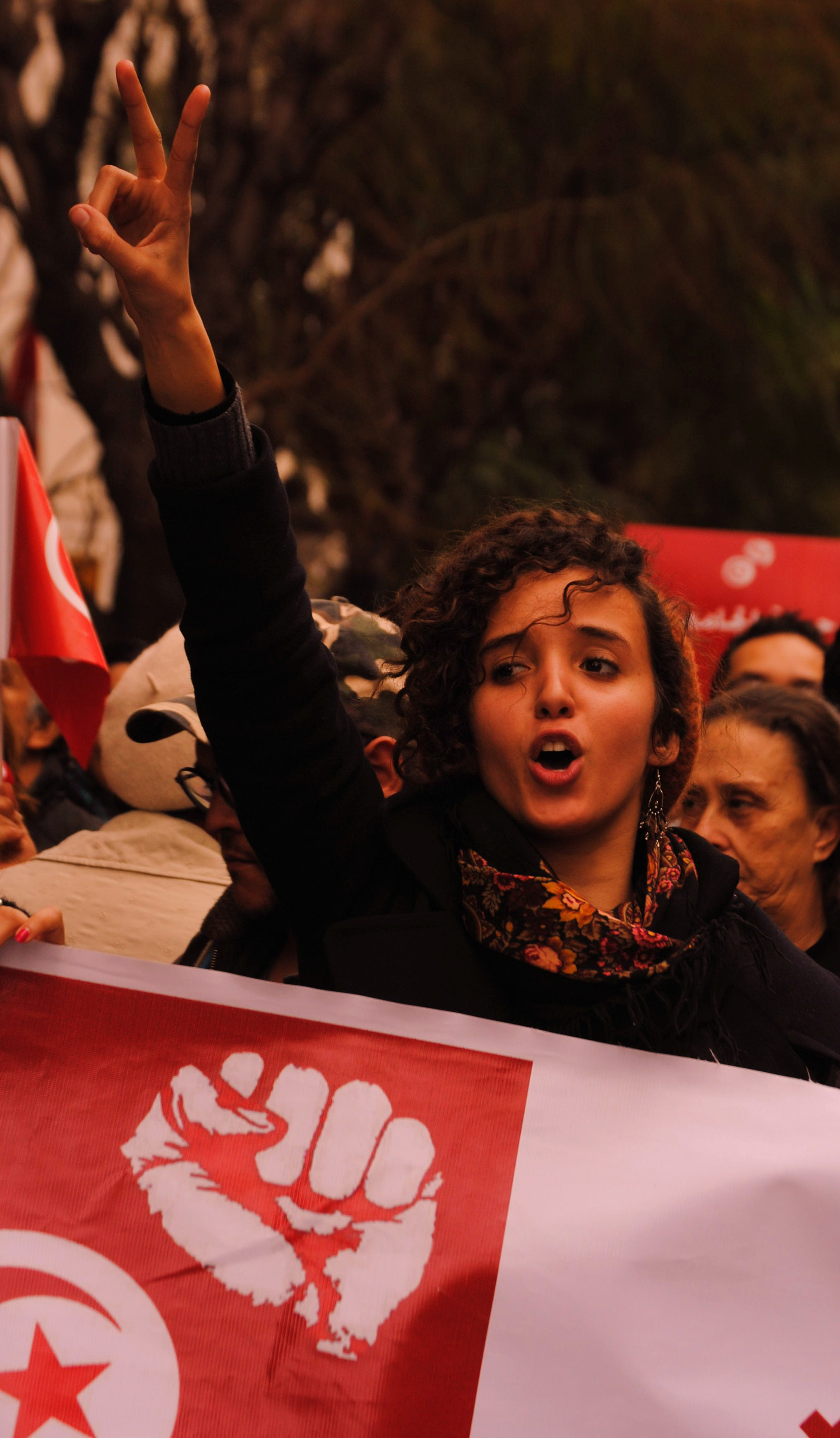
Protesta per la libertà organizzata da diversi partiti di opposizione e organizzazioni della società civile (28 gennaio 2012) per la difesa della libertà di espressione

### Periodo francese (1881-1956)
Per tutta la durata del Protettorato francese in Tunisia (1881-1956) le donne dovevano sottostare alle regole imposte dal velo islamico (lo hijab), non avevano alcuna istruzione e svolgevano esclusivamente le funzioni casalinghe loro richieste da padri e mariti.
Tuttavia con l'avvio del "Movimento nazionale tunisino" per l'indipendenza del Paese iniziò a emergere anche una voce a favore dell'uguaglianza di genere.
In effetti a partire dal XX secolo molte famiglie urbanizzate cominciarono a dare un'educazione anche alle loro figlie.

### Regno di Tunisia (1956-1957)
Dopo aver riacquistato l'indipendenza nel 1956 il fondatore della Repubblica Bourguiba ha discusso ripetutamente sulla necessità d'includere tutti i cittadini nel corpo sociale, comprese pertanto anche le donne.
In quello stesso anno viene promulgato il "Codice personale" il quale è stato il primo documento a forte impatto riformista del Paese; esso ha abolito la poligamia e la libertà di "ripudio" da parte del marito, ha permesso alle donne di poter far richiesta di divorzio e ha previsto un'età minima per il matrimonio, ordinando infine che vi sia il libero consenso di entrambi i coniugi.

### Le donne durante la Repubblica (1957-in corso)
Le donne hanno guadagnato il diritto di voto nel 1957, mentre due anni dopo hanno ottenuto la possibilità di accedere a cariche pubbliche.
La Costituzione della Tunisia del 1959 ha dichiarato il "principio d'uguaglianza", che è stato applicato favorevolmente per le donne all'interno del sistema giudiziario, consentendo loro di entrare in settori dell'occupazione non tradizionali (la medicina, l'esercito, l'ingegneria, ecc.) così come la libertà di aprire conti bancari in autonomia e di accedere allaclasse dirigente delle imprese.
Nel 1962 alle donne venne aperta la possibilità di controllare le nascite tramite la contraccezione, mentre nel 1965 è stato legalizzato l'aborto (otto anni prima che ne fosse consentito l'accesso alle donne statunitensi e due anni prima rispetto al Regno Unito). L'aborto su richiesta è stato tuttavia legalizzato nel 1973.
Nel 1966 Amna Aouij diventa la prima donna magistrato nel Paese, mentre Emma Chtioui e Joudeh Jijah diventano, nel 1968, le prime due donne avvocato in Tunisia. 

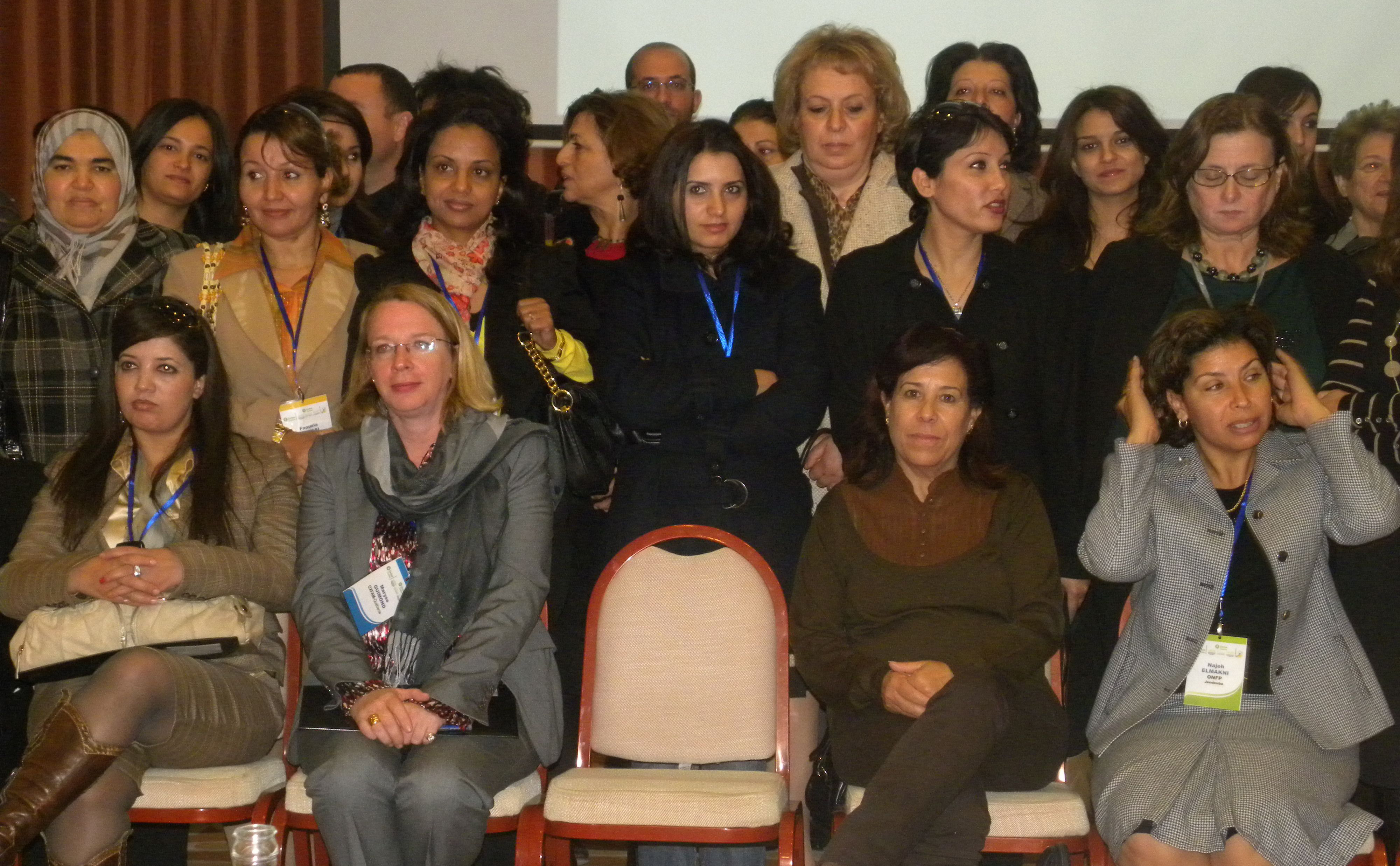
Esponenti femminili delle Organizzazioni non governative tunisine attive nell'incoraggiare le imprese gestite da donne

Nel 1993 i movimenti affiliati al femminismo e gli organismi femminili di gruppo di pressione dopo vari sforzi sono riusciti a condurre ad alcune modifiche del "Codice personale"; i cambiamenti riguardavano il fatto che la moglie non poteva essere obbligata a obbedire al marito, bensì le era richiesto "di condividere parte dell'onere finanziario della famiglia".
Liberando le donne dall'obbligo di obbedienza ai loro mariti erano ora invece tenute a contribuire in parti uguali alla gestione degli affari familiari.
Tuttavia una vaga clausola del Codice imponeva alle donne di "comportarsi con i loro mariti in accordo col costume e la tradizione"; questa clausola ha reso difficoltoso alle donne l'affermazione della propria indipendenza (quindi la capacità stessa di contribuire all'onere finanziario familiare).
Le abitudini e i costumi tradizionali sono stati spesso utilizzati per rafforzare l'asservimento della donna. Poco dopo l'"Associazione delle donne tunisine per la ricerca e lo sviluppo" e l'"Associazione tunisina delle donne democratiche" hanno presentato un documento in cui hanno richiesto la piena attuazione dell'accordo il quale è stato ratificato dal governo.
Per quanto riguarda le riserve espresse dalla Tunisia in occasione della firma della Convenzione sull'eliminazione di ogni forma di discriminazione della donna (CEDAW) nel 1979, queste dimostrarono che il potere vigente ancora non si era deciso a intraprendere fino in fondo il passo che conduce verso l'effettiva uguaglianza; l'accordo è stato firmato l'anno seguente con riserve (assieme agli altri Paesi musulmani) concernenti alcuni paragrafi delle sezioni 15, 16 e 29 che sarebbero stati in contraddizione con le disposizioni del "Codice personale" e del Corano.

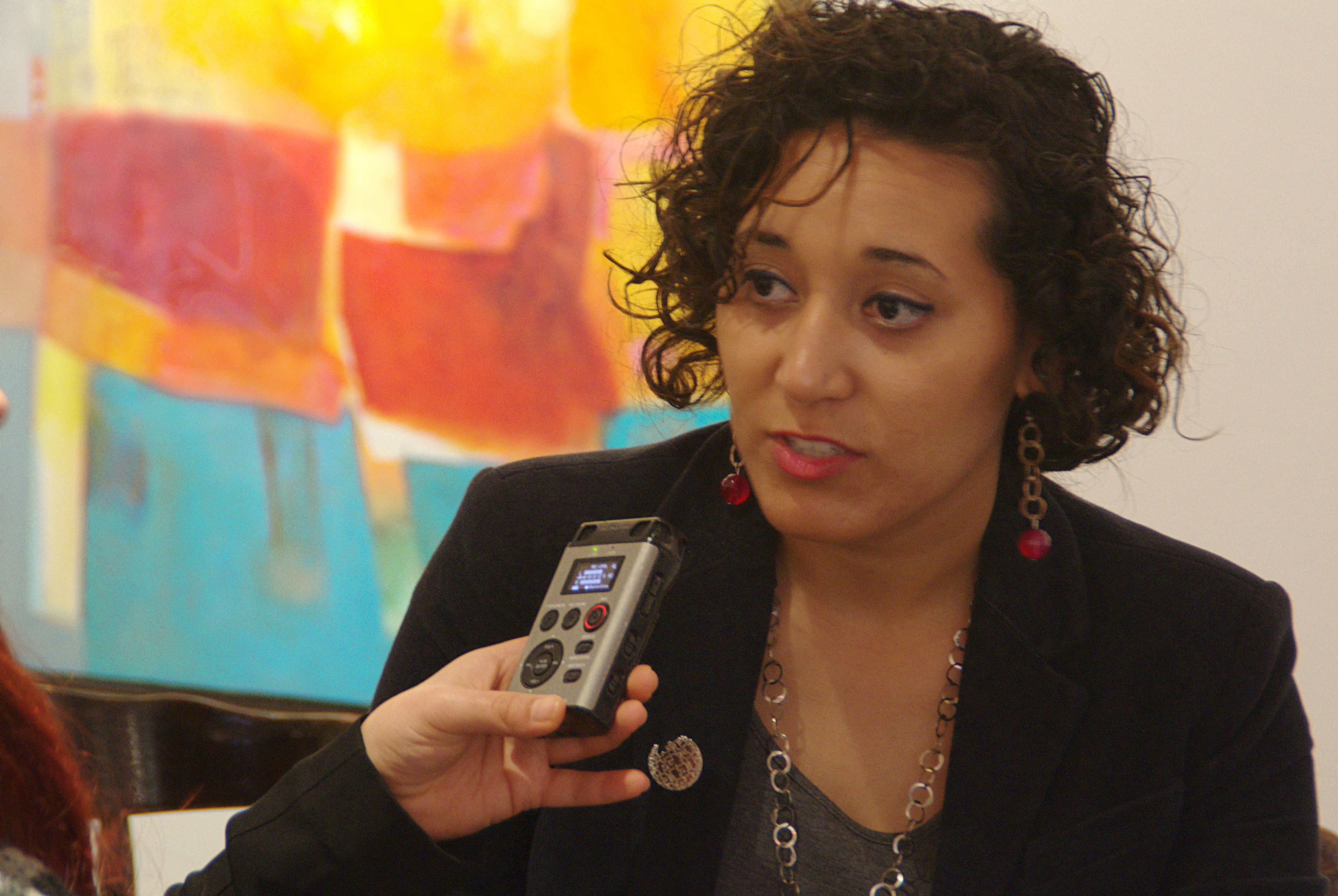
Emna Mizouni, attivista e wikimediana tunisina, Conferenza all'incontro di "WikiArabia" a Tunisi nel 2015

In occasione del 50º anniversario dell'attuazione del Codice il presidente della Tunisia Zine El-Abidine Ben Ali appoggiò due proposte di legge che sono state poi adottate dalla Camera dei deputati nel 2007; il primo rafforza il diritto legale all'alloggio per le madri che hanno la custodia di figli minori, mentre il secondo stabilisce l'età minima matrimoniale a 18 anni per entrambi i sessi, nonostante il fatto che l'età media di matrimonio avesse già superato i 25 anni per le donne e i 30 per gli uomini.

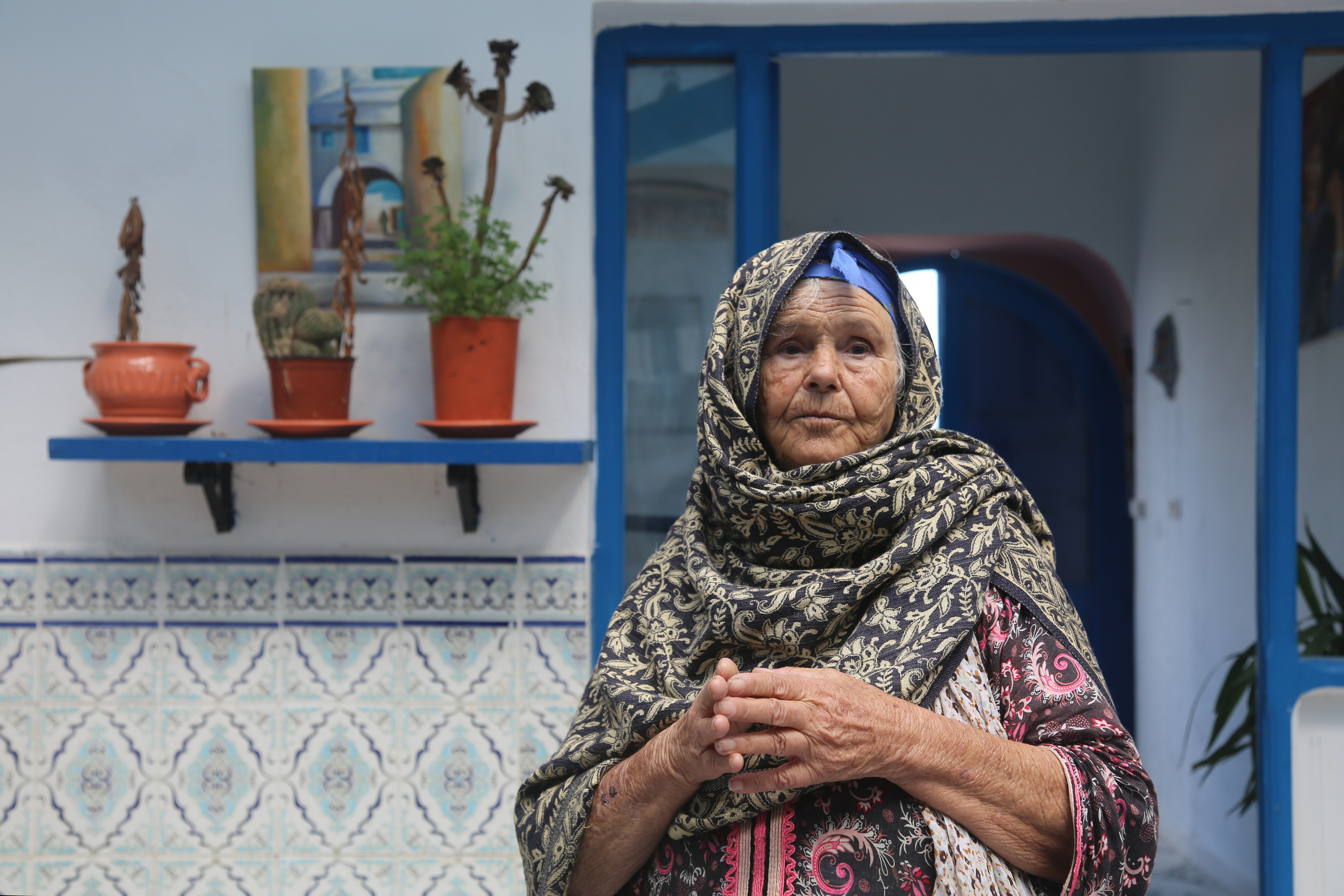
Anziana donna lavoratrice in un ristorante di Hergla

Nelle questioni relative alla maternità la Tunisia viene spesso considerata come un Paese aperto ai cambiamenti provenienti dal mondo moderno.
In occasione dell'annuncio fatto nel 2008 che il governo avrebbe aderito a un protocollo aggiuntivo della "CEDAW", proprio in coincidenza con la Giornata internazionale della donna, la presidentessa dell'"Associazione delle donne democratiche" Khadija Cherif ha descritto il processo come "positivo ma insufficiente" dichiarando che avrebbe continuato a sostenere lo scioglimento di ogni riserva contro la CEDAW, che l'avevano svuotata di ogni significato.
Il Paese osserva diversi giorni festivi dedicati alle donne, l'8 marzo e il 13 agosto, data quest'ultima dell'anniversario dell'attuazione del "Codice personale", diventato un giorno di festività pubblica chiamato "Giornata nazionale delle donne".

### Desiderio di modernizzazione o necessità politica?

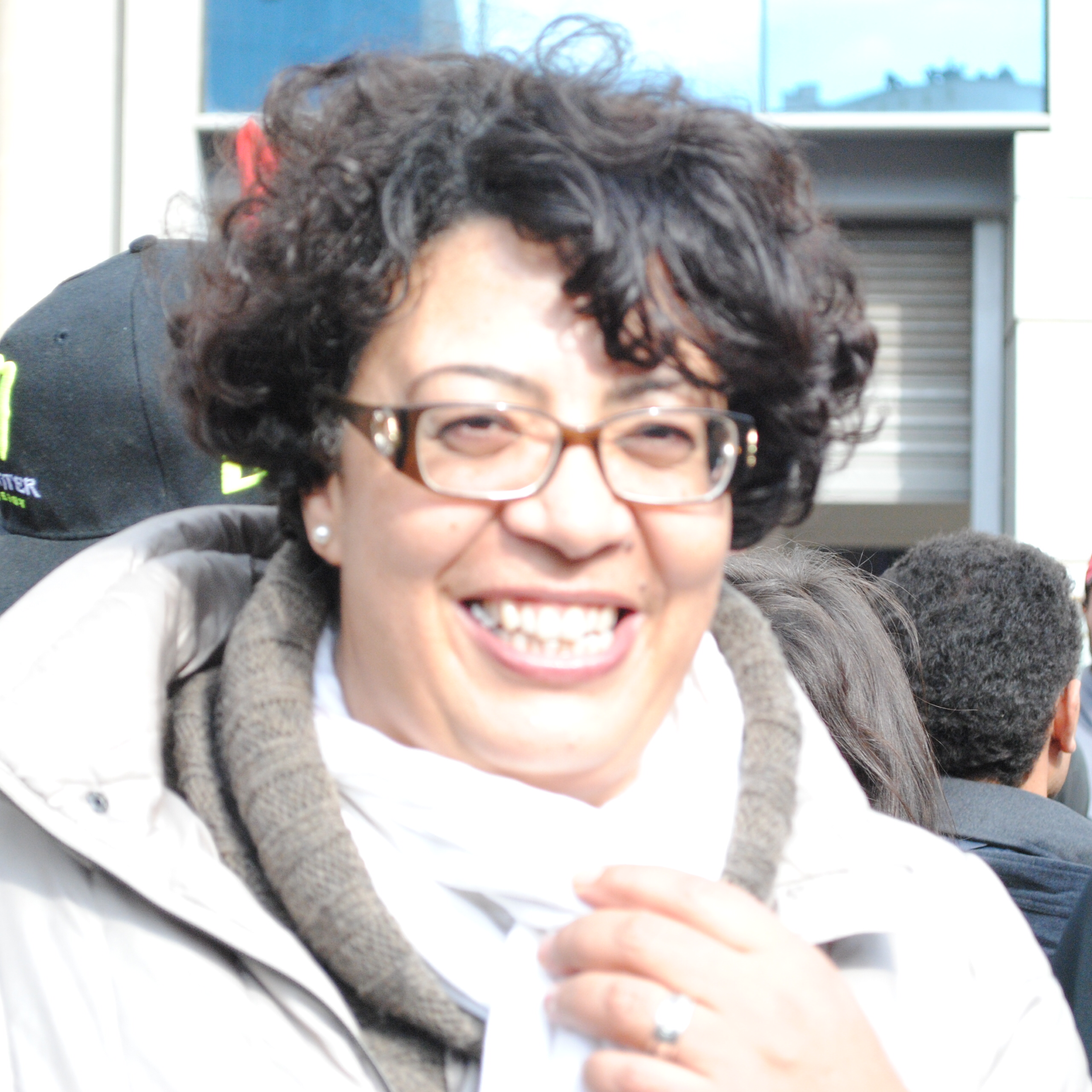
Saida Garrache, militante dell'Associazione tunisina delle donne democratiche

In Tunisia il perseguimento delle politiche femministe sono molto cresciute dal momento ch'esse sostengono fondamentalmente la buona immagine del Paese in Europa.
Ma nei fatti, nonostante che la crescita economica non sia trascurabile, il Paese non si discosta molto dagli altri del Nordafrica come il Marocco; la soppressione della libertà di parola e dell'opposizione politica ha da tempo appannato la reputazione del Paese all'estero.
La reale condizione delle donne rimane un punto centrale e quanto fatto da Bourguiba e da Ben Ali viene considerato in generale come degli "atti unilaterali".
Colette Juilliard-Beaudan ritiene che le donne tunisine preferiscano essere laiche scegliendo una forma di democrazia che si rifà alla sinistra politica.
Un tale tipo di propaganda è iniziata proprio durante il regime di Bourguiba il quale diede una solida reputazione di nazione secolare e civile in una regione in cui si trovava a condividere spesso la presenza con dittature militari o monarchie fondate sulla religione e lo stesso "Codice personale" è stato solitamente applicato in una maniera autoritaria, dal momento che non è mai stato dibattuto pubblicamente neppure dall'Assemblea costituente tunisina del 2011.
Il 9 febbraio 1994 una "Festa della donna" tunisina è stata organizzata dal Senato sotto lo slogan: "La Tunisia abbraccia la modernità". Poco dopo in un dibattito organizzato nel 1997 presso il Parlamento europeo sullo stato dei diritti umani in Tunisia il Paese è stato invitato a dare un'immagine di sé maggiormente democratica.

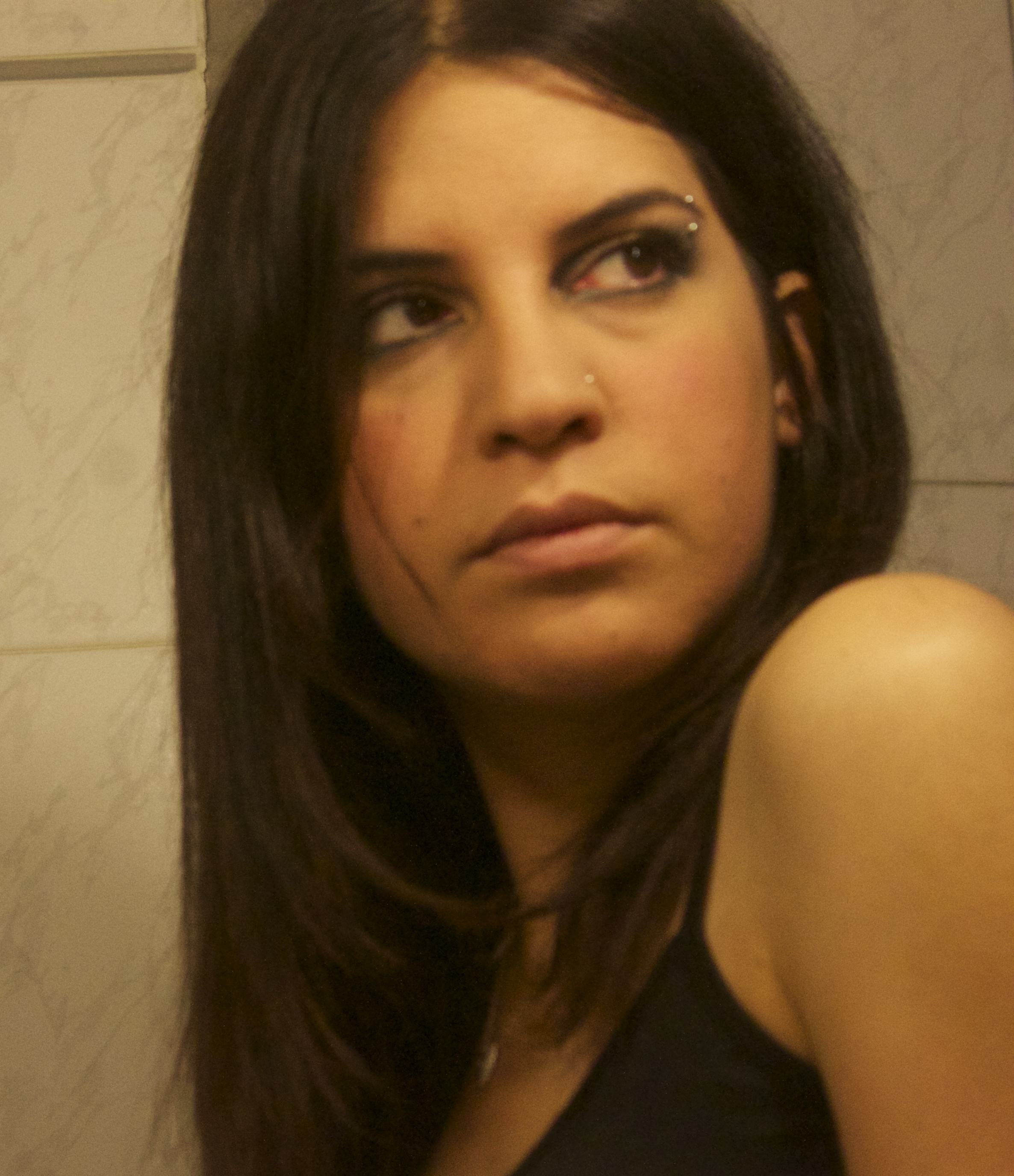
Lina Ben Mhenni, attivista, professoressa di linguistica e blogger (1983-2020), a 27 anni ha denunciato tramite il suo blog le violazioni dei diritti umani in Tunisia da parte del regime di Ben-Ali

Tutta una serie di articoli di elogio seguirono nella stampa francese sulla condizione femminile presente in Tunisia; durante la visita ufficiale di Ben Alì in Francia avvenuta nel 1997 il regime ha difeso il proprio operato proprio citando la condizione delle donne, ma ignorando completamente le critiche provenienti dagli organismi di difesa dei diritti umani: "Il femminismo di regime è una necessità politica per mascherare la grave carenza democratica tramite una modernizzazione forzosa".
Nell'agosto 1994. nel corso di una conferenza dedicata alle donne e alla famiglia, l'"Associazione tunisina delle donne democratiche" (TANF) ha denunciato l'ambiguità delle forze al potere e l'uso della religione per controllare lo status delle donne nel Paese, criticando soprattutto "l'oppressione patriarcale delle donne".

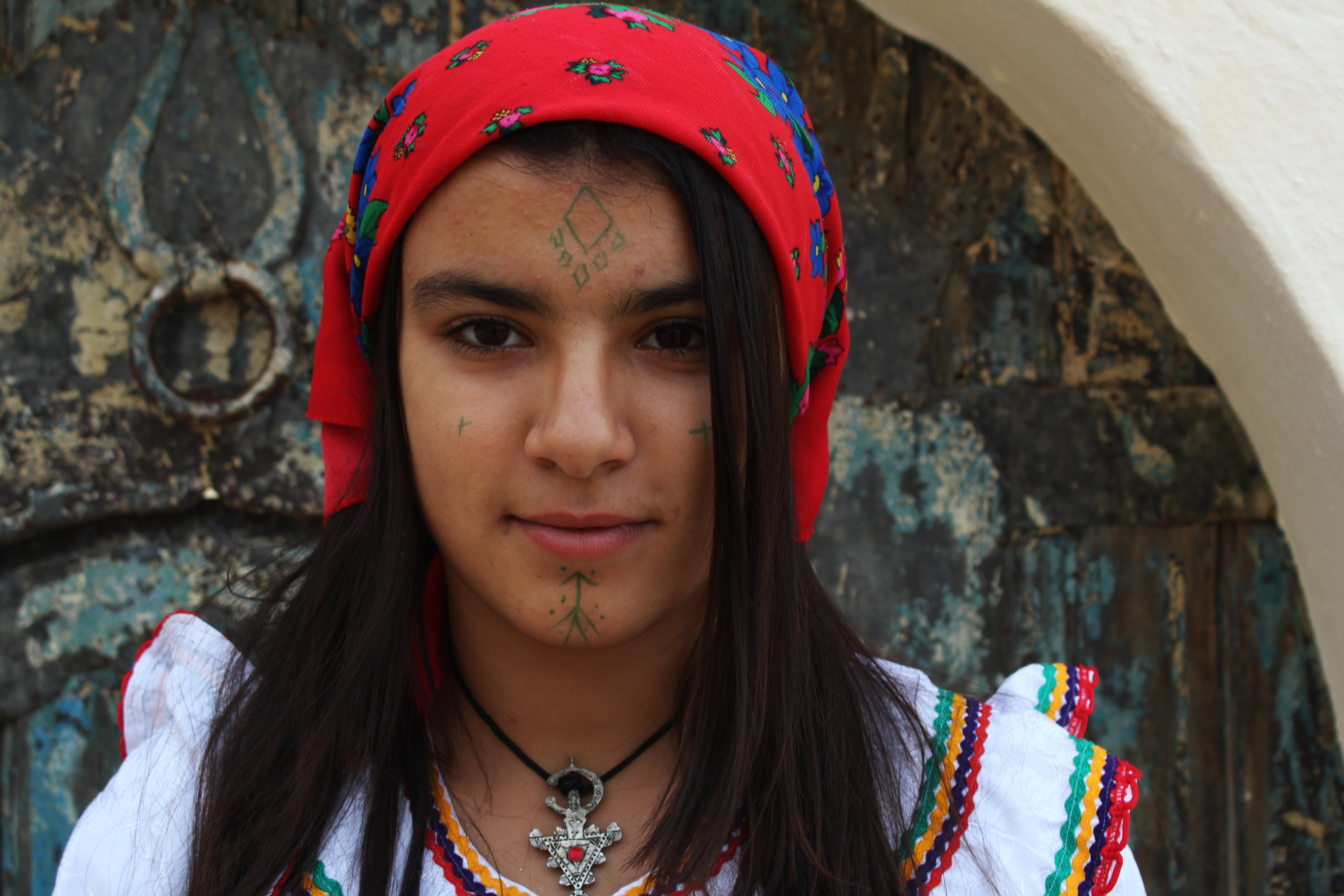
Una ragazza berbera

Inoltre le donne che tentarono di ribellarsi al discorso ufficiale sono state richiamate rapidamente all'ordine, in particolare attraverso l'azione di un pressante e rigoroso controllo da parte delle autorità.
La presidentessa della TANF, l'avvocatessa Sana Ben Achour, ha spiegato il 9 marzo 2010 che il suo organismo sopravviveva in una situazione bloccata e strangolata, con una forte limitazione di qualsiasi possibilità di dialogo con le autorità pubbliche.
Non ha mancato tra l'altro anche di denunciare la ghettizzazione a cui era sottoposta la TANF e il controllo stringente delle sue universitarie, impedendo inoltre di mettere in scena una produzione teatrale che avrebbe dovuto accompagnare le celebrazioni dell'8 marzo.
In questo contesto la regista Moufida Tlatli - resa famosa dal suo film del 1994 Ṣamt al-quṣūr - è stata pesantemente criticata dalla rivista Réalités per aver dimostrato il proprio acuto scetticismo nei confronti del femminismo islamico di Stato nel corso di un programma televisivo francese. Spiegò che le donne quand'era ancora una bambina erano definite la "colonizzazione del colonizzato"; è stato pensando a sua madre e agli innumerevoli tabù che dominarono l'intera sua vita che ha scritto la sceneggiatura, basandosi sulla denuncia delle vite delle sue antenate, giungendo a parlare anche del presente: ha concluso chiamando in causa il silenzio che ancora oggi soffoca le donne tunisine.
Nel 2003 la "Lega tunisina dei diritti dell'uomo" ha dichiarato che: "Noi crediamo che tutti, uomini e donne, siano uguali e che ciò costituisca un diritto fondamentale e inalienabile".
Nel 2010 la ventisettenne Lina Ben Mhenni denunciò i soprusi subiti dalle sue connazionali nel regime di Ben Ali. S'impose all'attenzione dei media durante la rivoluzione tunisina del 2011; pur specificando sempre di parlare solo a suo nome, divenne a tutti gli effetti il personaggio simbolo della protesta.
Sempre in quell'anno fu invitata a unirsi ai partecipanti al Forum sulla libertà di Oslo e venne anche proposta per il premio Nobel per la pace. Alla sua morte, avvenuta nel gennaio 2020 a soli 36 anni, è stato proclamato lutto nazionale con i funerali di Stato, proclamati dal Presidente della Repubblica.

## Le donne dopo la Rivoluzione dei Gelsomini (2011)
Il Movimento Ennahda, il partito islamico più popolare del Paese e il partito con il maggior numero di seggi nell'Assemblea Costituente, ha ottenuto il maggior numero di critiche a livello nazionale e internazionale per quanto riguarda i diritti delle donne. Dalla rivoluzione del 2011, il partito ha dichiarato che in caso di vittoria:
- Non legalizzerebbe la poligamia. Il leader del partito ha affermato che "la poligamia è stata dichiarata illegale" della legge della sharia, secondo la loro interpretazione.
- Verrebbe legalizzato l'uso dell'hijab in tutti i settori della vita in Tunisia, tuttavia come scelta personale, al contrario di ciò che accadde dopo la Rivoluzione Islamica del 1979 in Iran.
- Le donne manterrebbero il loro diritto di indossare ciò che vogliono.
- Non modificherebbero il codice di stato.

Inoltre, il partito ha votato a favore della piena uguaglianza di genere alle elezioni dell'Assemblea del 23 ottobre 2011  e sono stati i partiti più efficaci nel mobilitare le donne nelle aree rurali.

## Codice di abbigliamento

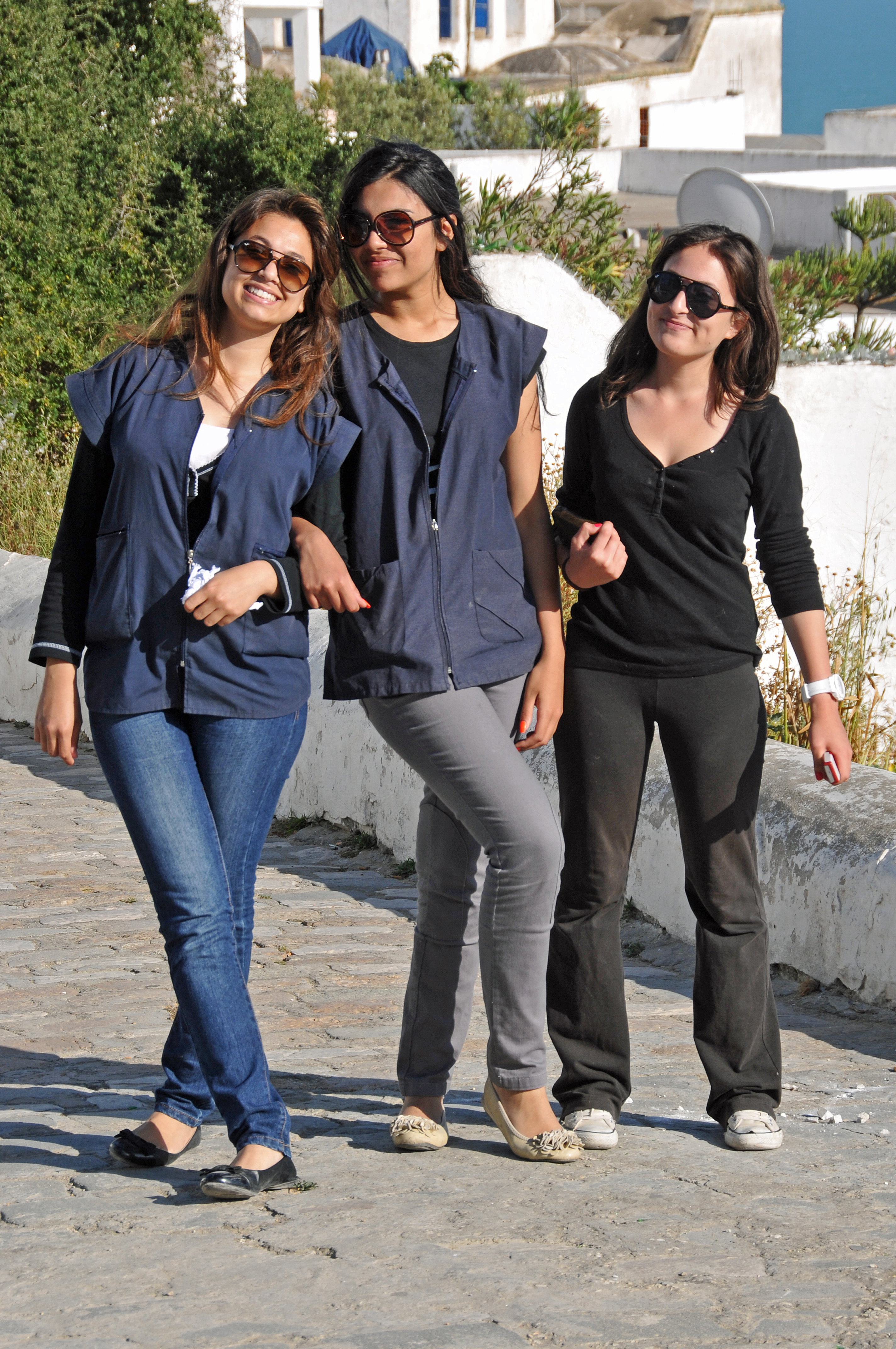
Giovani donne tunisine vestite all'occidentale nel 2012

Prima della rivoluzione del 2011 la Tunisia ha limitato l'obbligo per le donne di indossare lo hijab. Anche se la popolazione è al 98% musulmana e le donne comunemente lo indossano in tutto il mondo islamico, le amministrazioni di Bourguiba e di Ben Ali hanno perseguito l'eliminazione delle tradizioni islamiche nei luoghi pubblici.
Nel 1981 è stata promulgata la legge che vieta alle donne tunisine di portare il velo negli uffici statali; nel 1985 la stessa legge è stata estesa vietandolo anche in tutti gli istituti d'insegnamento.

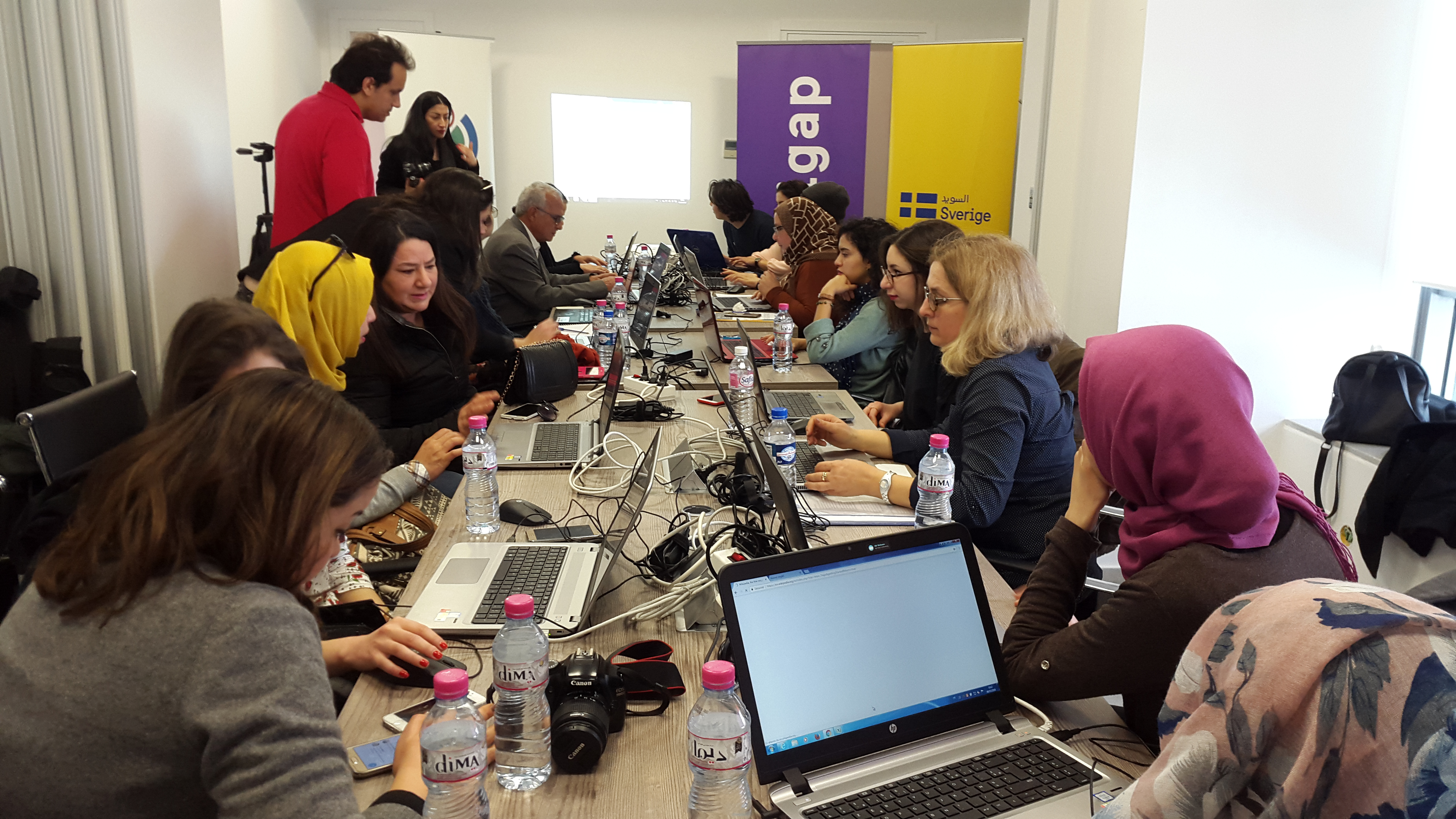
Donne tunisine e occidentali intente a lavorare per WikiGap in Svezia

Durante il regime di Ben Ali il governo ha attuato restrizioni contro le donne che indossavano il velo.
Nel 2008 Amnesty International ha riferito la costrizione al privarsi del velo per l'ammissione nelle scuole pubbliche, nelle università, nei luoghi di lavoro e, in alcuni casi non meglio chiariti, anche per strada.
Durante la "Fiera internazionale del libro" svoltasi a Tunisi nel 2008 alcune donne velate sono state condotte in stazioni di polizia per firmare un impegno costrittivo all'autoprivazione del velo; fonti non accertate riportano che alcune, dopo aver rifiutato, sarebbero state costrette fisicamente dai poliziotti alla rimozione forzata.
Mentre i recenti cambiamenti verificatisi sotto il nuovo governo del Movimento della Rinascita hanno posto restrizioni sull'uso del velo, un cambiamento di valori sociali più ampio verso il conservatorismo musulmano ha causato nelle donne il sentimento della limitazione; un certo numero di donne lamenta il fatto che non possono indossare le gonne a causa del pericolo di molestie sessuali; affermando inoltre che il velo è divenuto sempre più un requisito sociale anziché un'opzione.
La tipica donna tunisina riesce a essere comunque completamente autosufficiente svolgendo le sue mansioni e conseguendo carriere proficue. D'altro canto nelle zone rurali, essendo più religiosa e meno istruita, la donna usa il velo con maggiore frequenza. Contribuisce all'economia domestica con lavori artigianali, nella panificazione o in agricoltura.
La donna tunisina gode di maggior libertà rispetto agli altri Paesi musulmani vicini, ma comunque deve affrontare spesso delle difficoltà non sperimentate dagli uomini, per quanto riguarda il lavoro o il codice di abbigliamento.
Secondo un sondaggio del 2014, meno dell'1% dei cittadini musulmani intervistati ha ritenuto che le donne dovrebbero uscire di casa coperte dal burqa, il 2% ha optato per il niqab, il 3% per lo chador, il 57% ha preferito l'al-amira, il 23% ha scelto lo hijab, mentre il 15% ha ritenuto che le donne dovrebbero girare senza il velo. Il 56% ha ritenuto giusto che spettasse alla donna scegliere come vestirsi e come andare in giro vestita.
In risposta al terrorismo islamico e a causa dei recenti attentati degli anni precedenti, il 6 luglio 2019 il governo tunisino ha bandito l'utilizzo del niqab nelle istituzioni pubbliche per ragioni di sicurezza.

## Istruzione

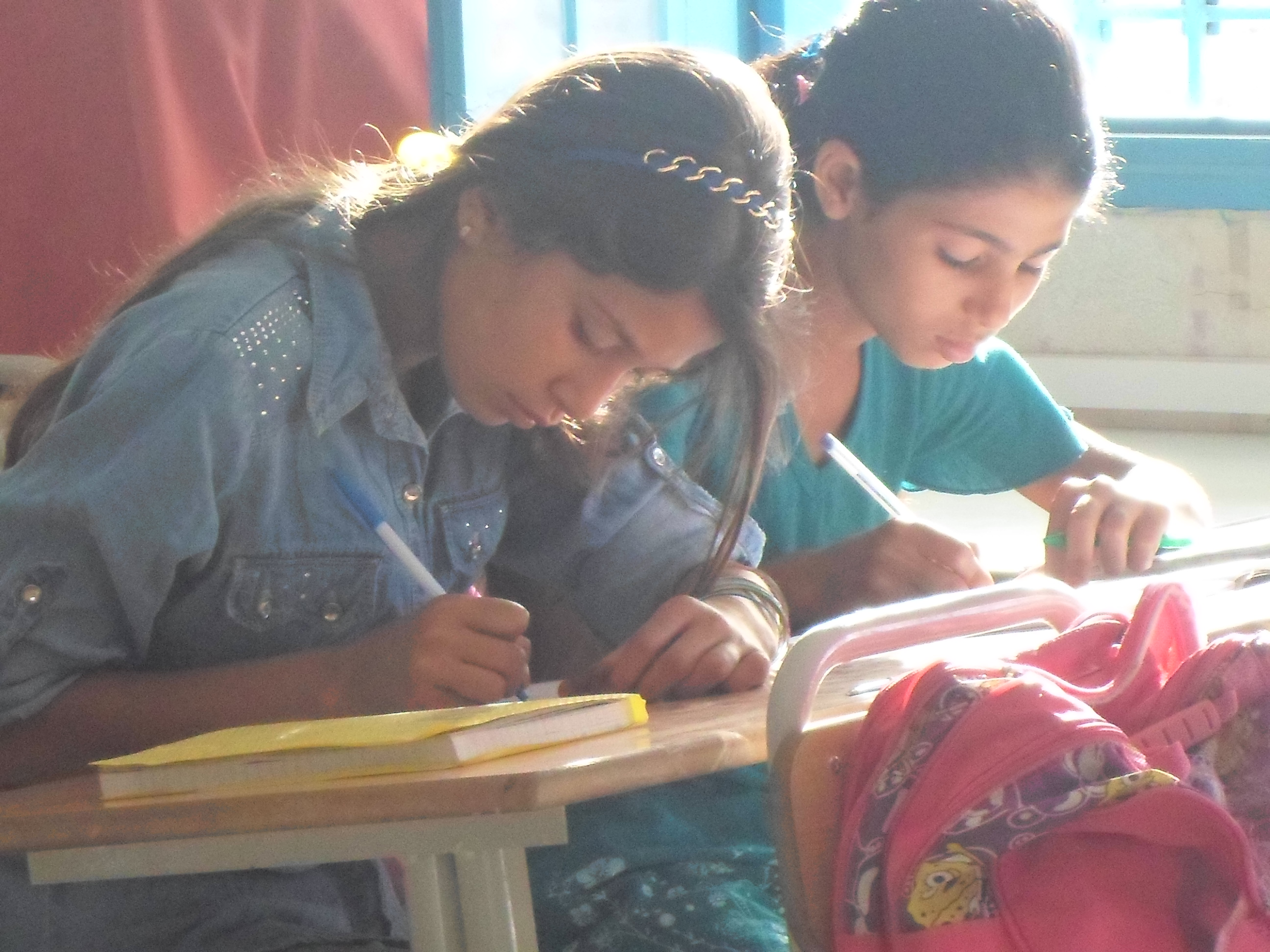
Bambine tunisine a scuola.

Sebbene le apparenze mostrino le donne tunisine sullo stesso piano di quelle occidentali, soltanto il 30% ha un impiego retribuito; questa partecipazione minoritaria nella forza lavoro non deriva dalla mancanza di scolarizzazione.
Il 91% delle tunisine di età compresa tra i 15 e i 24 anni sa leggere e scrivere; i più giovani rappresentano il 59,5% degli studenti iscritti all'istruzione superiore.
Inoltre il tasso di analfabetismo delle donne di età superiore ai dieci anni è sceso dal 96% nel 1956 al 58,1% nel 1984 e al 42,3% nel 1994, fino al 31% nel 2004 (il livello degli uomini è del 14,1% nel 2004).
La base del cambiamento risiede nel numero crescente di donne che frequentano l'istruzione primaria: 52 ogni 100 maschi nel 1965, così come il numero di studentesse iscritte alle scuole secondarie: 83 su ogni 100 maschi nel 1989 con un aumento di 37 unità rispetto al 1965; al confronto con la statistica regionale solo il 65% delle donne del MENA sa leggere e scrivere.
Le donne sono iscritte in maggior numero (81%) nella scuola secondaria rispetto agli uomini (75%), ma sebbene abbiano un alto tasso d'iscrizione molte studentesse abbandonano cosicché giungono al compimento della sola istruzione primaria.
I tassi d'iscrizione femminili sono più alti rispetto a tutti gli Stati limitrofi, compresa l'Algeria, l'Egitto, il Marocco, la Siria, lo Yemen, il Libano e la Giordania.
Ciononostante le donne rimangono meno propense ad affrontare carriere nel mondo degli affari (nell'economia o nell'ingegneria) rispetto agli uomini; la disparità presente si può accreditare ai programmi di insegnamento scolastico, carenti sulle competenze necessarie per poter partecipare concretamente alla forza lavoro.

## Partecipazione femminile nella forza lavoro

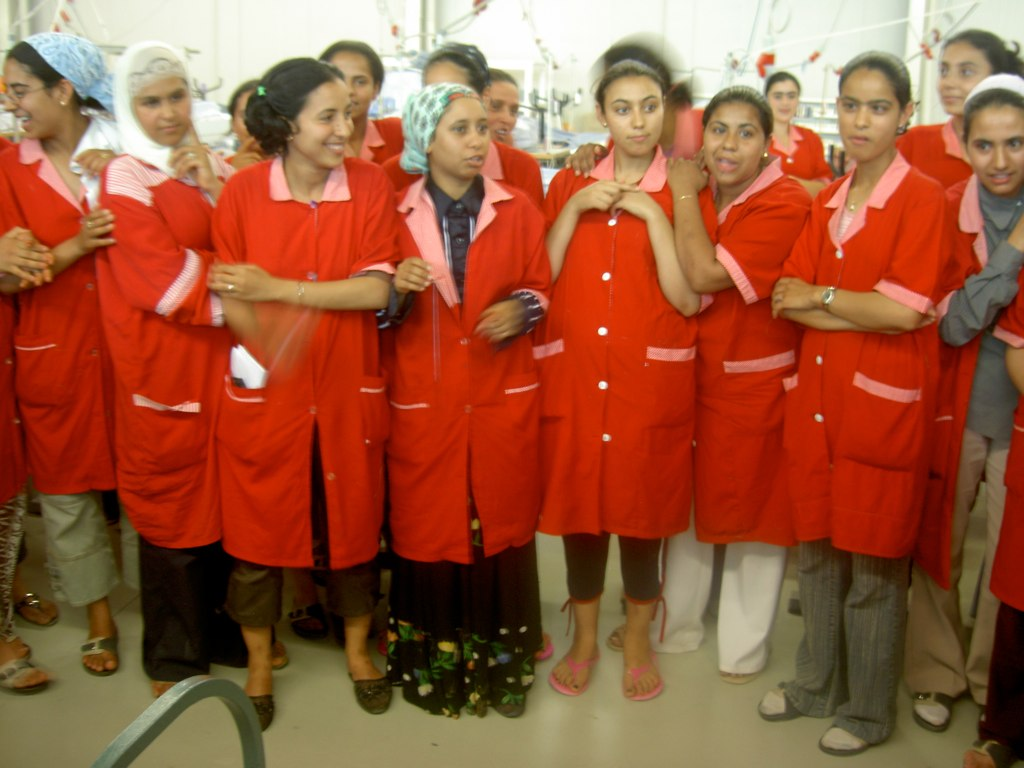
Gruppo di donne lavoratrici a Soliman (2005)

Le donne costituiscono il 26,6% della forza lavoro della Tunisia nel 2004 con un aumento rispetto al 20,9% nel 1989 e al 5,5% del 1966.
La partecipazione femminile e la mobilità nella forza lavoro rimangono fortemente vincolate dal comportamento considerato socialmente accettabile e anche dalle leggi.
Ad esempio le donne sono scoraggiate quando non esplicitamente viene loro vietato da membri della famiglia di viaggiare da sole lontano da casa; pertanto, dato che molte occupazioni comportano il pendolarismo questo è socialmente inaccettabile e/o proibito.
Alcune leggi limitano anche il tipo di partecipazione lavorativa e il numero di ore, con la richiesta dell'approvazione esplicita da parte del marito o del padre.
La Banca Mondiale ha rilevato che le donne in Tunisia e nella zona circostante (MENA) non usano gli stessi metodi di ricerca di lavoro degli uomini; le donne sono significativamente meno propense a utilizzare il "networking" per poter accedere direttamente al mondo del lavoro.
La ricerca ha trovato che le donne lottano per la ricerca di un ambiente di lavoro adatto perché temono le molestie sessuali e gli impegni occupazionali a più lunga scadenza.
All'interno della regione MENA il governo tunisino offre un lasso di tempo più breve per il congedo parentale (30 giorni); le leggi sul congedo di maternità separato viene fatto applicare alle donne che lavorano nel settore pubblico o privato.
Le donne che lavorano come dipendenti pubblici ottengono invece 60 giorni di congedo. In confronto la "Family and Medical Leave Act" statunitense abilita madri (e padri) a prendere fino a sei settimane di congedo.
Esse possono in ogni caso lavorare in tutte le aree di business, così come nell'esercito, nell'aviazione civile e militare e nelle forze di polizia; rappresentano inoltre il 72% dei farmacisti, il 42% della professione medica, il 27% dei giudici, il 31% degli avvocati e il 40% degli insegnanti universitari. Infine tra 10.000 e 15.000 di loro sono imprenditori. Tuttavia la disoccupazione colpisce le donne molto più degli uomini, col 16,7% delle donne che lavora nel settore privato rispetto al tasso del 12,9% degli uomini a partire dal 2004.
Dal 1999 al 2004 la creazione di occupazione per le donne è cresciuta a un tasso del 3,21%, producendo una media di 19.800 posti di lavoro all'anno.

## Parità dei diritti e leggi a tutela delle donne
Il 26 gennaio 2014 con la nuova Costituzione, la Tunisia ha raggiunto un primato mai visto prima in tutto il mondo arabo, limitando pochissimo la condizione femminile. Rimane infatti ancora reato l'adulterio, punito fino a tre anni di carcere, il matrimonio riparatore per donne maggiorenni, e la mancata pari eredità.
L'estate del 2017 è stata significativa per i diritti delle donne nel mondo arabo (Giordania, Libano e Tunisia hanno abrogato il matrimonio riparatore e il delitto d'onore). Nonostante ciò, la violenza contro le donne rimane un argomento molto presente nel Paese, con una grande problematica ancora bene da affrontare.
Il 28 settembre 2020, infatti, durante una riunione del Consiglio per la sicurezza nazionale, il presidente tunisino Kais Saied ha commentato l'uccisione di una ragazza di 29 anni di nome Rahma Lahmar ad Ain Zaghouan dichiarando che "per l'omicidio ci vuole la pena di morte“, dichiarandosi a favore della pena di morte, dopo che la Tunisia non ha più eseguito condanne a morte sin dal 1991 e dal 2012 ha sempre votato a favore delle risoluzioni dell'Assemblea generale delle Nazioni Unite per la moratoria sull'uso della pena capitale.
Secondo la vicedirettrice di Amnesty International per il Medio Oriente e l'Africa del Nord Amna Guellali “Le parole del presidente sono scioccanti e contrastano con la prassi decennale di non eseguire condanne a morte. Saied è il primo presidente della Tunisia ad aver annunciato l'intenzione di applicare la pena di morte. Riprendere le esecuzioni rappresenterebbe uno schiaffo in faccia a tutti i progressi finora fatti dalla Tunisia nel campo dei diritti umani. Sollecitiamo il presidente Saied a rivedere la sua dichiarazione che, altrimenti, farebbe fare un passo indietro al paese. Chiediamo inoltre al governo di istituire immediatamente una moratoria ufficiale sulle esecuzioni in vista dell'abolizione della pena di morte. Senza dubbio l'omicidio è un crimine efferato e chi ne è autore deve essere portato di fronte alla giustizia. Ma per quanto orribile possa essere un reato, non dovrebbe essere mai motivo per uccidere un altro essere umano. Non vi sono prove concrete che la pena di morte abbia un effetto deterrente maggiore di una pena detentiva preceduta da un processo equo“.

### Leggi a tutela della violenza contro le donne
Il 27 luglio 2017, dopo un iter parlamentare accidentato e ostacolato da ripetuti rinvii che avevano fatto temere un fallimento, il Parlamento tunisino ha approvato all'unanimità con 146 voti a favore una legge contro la violenza e maltrattamenti (in particolare domestici) nei confronti delle donne, eliminando anche il matrimonio riparatore (anche se, al momento, solo per quanto riguarda le ragazze minorenni).
Il testo è composto da ben 43 articoli divisi in 5 capitoli per fornire misure efficaci per contrastare e punire ogni forma di violenza o sopruso basato sul genere. Il testo si pone l'obiettivo di garantire alle donne tunisine rispetto e dignità a partire dall'uguaglianza tra i sessi anche in ambiente lavorativo.
L'attuazione della legge include anche la prevenzione e la punizione dei colpevoli e la protezione delle vittime. Viene offerta assistenza alle donne che hanno subìto violenza domestica e le stesse possono richiedere un'ordinanza restrittiva contro chi ha abusato di loro senza che sia aperta una procedura penale o la richiesta di divorzio, nel caso in cui si tratti del marito.
La legge persegue le molestie nei confronti delle donne anche negli spazi pubblici, e un'ammenda per i molestatori. L'età del consenso matrimoniale è salita dai 13 ai 16 anni.
Dal 15 settembre 2017, una legge del 1973 che vietava alla donna tunisina di sposarsi con un uomo di fede non musulmana venne abrogata.

## Sondaggi recenti

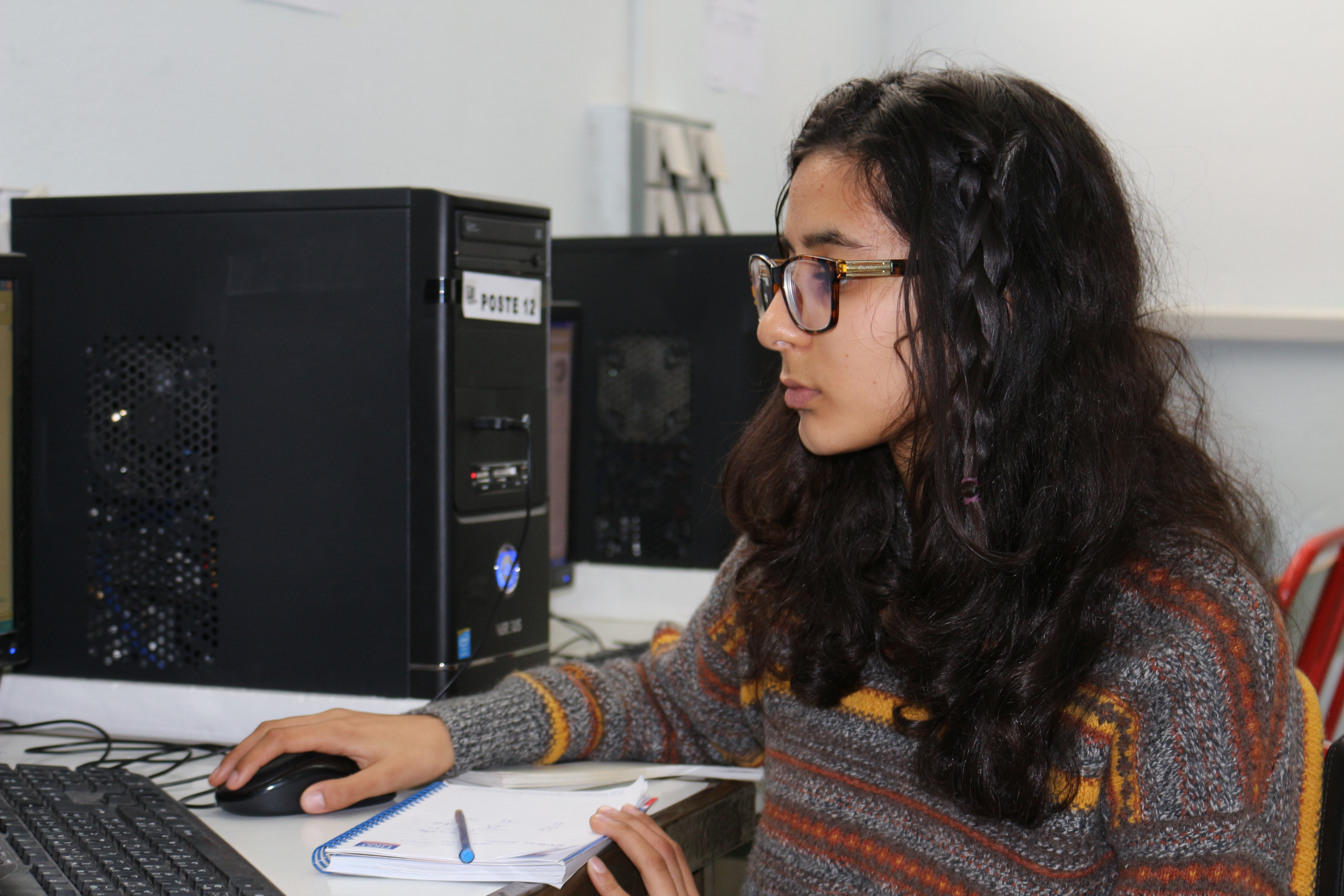
Una ragazza tunisina a un corso di specializzazione per insegnare ai nuovi wikipediani come modificare Wikipedia

Secondo il Global Gender Gap Report 2019 la Tunisia si posiziona 124ª su 153 Paesi del mondo per quanto riguarda i diritti delle donne, con un punteggio di 0,629 su 1, un punteggio di 0,480 su 1 per quanto riguarda la partecipazione politica. La posizione pesa a causa del reato di adulterio ancora vigente, dell'eredità ingiusta per le donne e di alcune discriminazioni in campo lavorativo e politico. Le donne sono il 35,9% dei parlamentari (contro il 20% delle donne negli Stati Uniti) e il 10% dei ministri.
I figli per donna sono circa 2,20. Il tasso di alfabetizzazione è del 72,2% mentre per gli uomini dell'86,1%, in contrapposizione con i seguenti dati: 98,6% di loro ha completato gli studi della scuola primaria, il 51,4% di loro ha completato gli studi della scuola secondaria, mentre solo il 41,7% di loro ha conseguito una laurea, percentuali tuttavia nettamente superiori a quelle maschili. La speranza di vita delle donne è di 67,3 anni, mentre per gli uomini di 65,3.
Nel 2006 la sua posizione era 90ª con un punteggio di 0,629 su 1. La Tunisia occupa la quarta posizione su 19 Paesi nordafricani e del Medio Oriente; per quanto riguarda la partecipazione politica occupa la 67ª posizione su 152 Paesi, sotto il Lussemburgo di una posizione e sopra l'Honduras di una posizione, 142ª per la partecipazione economica. In politica le donne hanno una discreta partecipazione politica.
La posizione sale al 121º posto nel 2021, non tenendo però conto della carica di primo ministro ricoperta da Najla Bouden

## Donne in politica
Moufida Bourguiba (1890-1976) divenne la prima donna first lady della Tunisia, in quanto moglie del presidente Habib Bourguiba (1903-2000), dal 25 luglio 1957 al 21 luglio 1961, cessando di esserlo a seguito del divorzio.
Il 3 luglio 2018 Souad Abderrahim, membro dell'Assemblea Costituente Tunisina, diventa la prima donna a ricoprire la carica di sindaco di Tunisi.
Il 23 novembre 2018 il presidente Beji Caid Essebsi propose una legge che avrebbe portato una trasformazione sociale radicale, mettendo uomini e donne allo stesso livello in termini di diritto alla successione, al momento non approvata causa la morte del presidente e il cambio di successione avvenuto nel luglio 2019.
Dal 27 marzo 2020 per la prima volta in Tunisia su una banconota vi è il volto di una donna, si tratta della dottoressa Tewhida Ben Sheikh (1909-2010) prima medica ginecologa del Nordafrica.
Al 2022, Najla Bouden è l'unica donna ad essere riuscita a ricoprire una delle più alte cariche dello Stato.

### Donne ministro
Il 1 novembre 1983 Fethia Mokhtar Mzali (6 aprile 1927–12 febbraio 2018) diventa la prima donna a ricoprire la carica di ministro, fino al 23 giugno 1986. Nello stesso periodo anche Souad Yaacoubi divenne ministro della sanità pubblica, in carica dal 20 gennaio 1984 al 26 luglio 1988.
Durante i vari esecutivi, ci sono state diverse donne ministro, come Sihem Badi durante il Governo Jebali (2011-2013), Memia Benna, Faouzia Charfi, Majdouline Cherni (ministro dal 2016 al 2018).
Nel governo Chahed (27 agosto 2016-27 febbraio 2020) quattro donne hanno presieduto quattro dei venticinque ministeri tunisini: Héla Cheïkhrouhou, Samira Merai, Lamia Zribi e Néziha Labidi.
Nel governo Fakhfakh (27 febbraio-2 settembre 2020) vi sono state tre donne: Soraya Al Jeribi, Asma Al-Sahiri e Shiraz Al-Atiri; mentre in quello Mechichi (2 settembre 2020-27 luglio 2021) vi sono state 4 donne ministro: Salwa Al-Saghir, Aqas Bahri, Laila Jafal e Soraya Al Jeribi.

### Il Governo Bouden (2021-2023)
Il 27 luglio 2021 il Presidente della Tunisia Kais Saied ha licenziato il premier Hichem Mechichi e dichiarò lo stato di emergenza, mettendo a rischio di fatto la democrazia tanto conquistata del Paese, stabilendo infatti che il prossimo governo non avrebbe avuto bisogno dell'approvazione del Parlamento.
Il 29 settembre nominò per la prima volta in Tunisia e in tutto il mondo arabo una donna come primo ministro: la professoressa Najla Bouden Romdhane, ingegnere e docente di Scienze geologiche alla Scuola nazionale di ingegneri di Tunisi.
Dall'11 ottobre 2021 al 2 agosto 2023 il suo Governo è stato operativo.
La Bouden ha affermato che si impegnerà, assieme al Presidente della Repubblica, a cacciare la corruzione dai ministeri. Secondo dei sondaggi dei giorni seguenti la sua nomina, il 68% dei tunisini appoggiava positivamente la nomina della prima donna premier nel Paese, il 27% non pensava niente di particolare, mentre il 6% pensava che sarebbe stata una cosa negativa.
Durante il giuramento, Sihem Boughdiri, ministro delle finanze, ha rifiutato di indossare il velo, cosa che invece ha fatto la Bouden assieme alle altre ministre donne durante la cerimonia. Mai una donna aveva fatto un simile gesto prima.
Nel Governo Bouden vi sono, per la prima volta, 9 donne al suo interno, la quota più alta di donne finora raggiunta nel Paese:
1. Laila Jaffal come Ministro della Giustizia
2. Sihem Boughdiri come Ministro delle Finanze
3. Fadila Al-Rabihi come Ministro del Commercio e dello Sviluppo delle Esportazioni
4. Naila Nouira Al-Qunji come Ministro dell'Industria, delle Miniere e dell'Energia
5. Sarah Zafarani come Ministro delle attrezzature e degli alloggi
6. Laila Chikhaoui come Ministro dell'Ambiente
7. Amal Belhaj come Ministro della famiglia e delle donne
8. Aida Hamdi come Segretario di Stato presso il Ministro degli Affari Esteri incaricato della cooperazione internazionale
9. Hayat Katat come Ministro degli Affari Culturali